# Lista de títulos e honras de João Carlos I de Espanha
João Carlos I de Espanha tem recebido numerosas condecorações e nomeações honorárias, enquanto monarca de Espanha. Os títulos da Monarquia Espanhola estão descritos consoante o grau de soberania, nobreza e honra:

## Títulos e formas de tratamento
A atual constituição espanhola refere-se à monarquia como "a Coroa de Espanha" e ao título do monarca constitucional, simplesmente, como Rey/Reina de España ("Rei/Rainha de Espanha"). No entanto, a constituição prevê a utilização de outros títulos históricos relativos à monarquia espanhola, sem precisar deles. Um decreto promulgado em 6 de novembro de 1987, o Conselho de Ministros regulamenta que o rei pode usar outros títulos relativos à Coroa. Contrariamente a algumas convicções, a lista de títulos, que contém mais de 20 referências como rei e outros títulos, não está em uso, nem mesmo na diplomacia espanhola. Na verdade, nunca foram utilizados todos os títulos, assim como "Espanha" nunca foi parte da lista do pré-1837, quando a longa lista foi oficialmente usada.
Este estilo feudal foi utilizado pela última vez, oficialmente, em 1836, por Isabel II de Espanha antes de ela se tornar rainha constitucional.
- 5 de Janeiro de 1938 – 15 de Janeiro de 1941: Sua Alteza Real o Infante João Carlos de Espanha
- 15 de Janeiro de 1941 – 21 de Julho de 1969: Sua Alteza Real o Príncipe das Astúrias
- 21 de Julho de 1969 – 22 de Novembro de 1975: Sua Alteza Real o Príncipe de Espanha
- 22 de Novembro de 1975 – 19 de junho de 2014: Sua Majestade o Rei de Espanha
- 19 de junho 2014 - presente Sua Majestade o Rei D. João Carlos I de Espanha

### Títulos de uso oficial
Os títulos espanhóis de João Carlos I, como monarca de Espanha, são os seguintes:
Nota: Os títulos de pretendente marcados com * são títulos histórico nominais ou cerimoniais.
- Rei de Espanha
- Rei de Castela, de Leão, de Aragão, das Duas Sicílias* (Nápoles e Sicília), de Jerusalém*, de Navarra, de Granada, de Toledo, de Valência, da Galiza, de Maiorca, de Sevilha, da Sardenha*, de Córdoba, da Córsega*, de Múrcia, de Menorca, de Jaén, dos Algarves*, de Algeciras, das Ilhas Canárias, das Índias Orientais* e Ocientais* e das Ilhas e do Continente do Mar Oceano*;
- Arquiduque da Áustria*;
- Duque de Borgonha*, de Brabante*, de Milão* e de Neopatras* (Nova Patras);
- Conde de Habsburgo*, de Flandres*, de Tirol*, de Roussillon* e de Barcelona;
- Senhor da Biscaia e de Molina

## Hontas espanholas

### Patente Militar
- Capitão-general (Comandante-chefe) das Forças Armadas 22 de Novembro de 1975 –

### Ordens Hereditárias

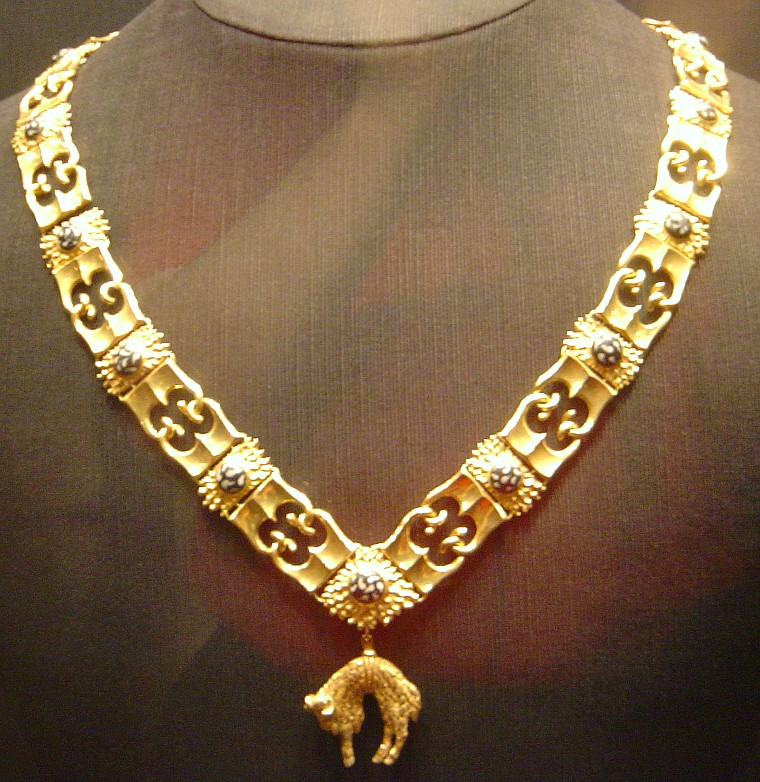
Colar de um Cavaleiro da Ordem do Tosão de Ouro

- Soberano Grão-mestre da Real Ilustre Ordem do Tosão de Ouro** 14 de Maio de 1977 –
- Grão-mestre da Real & Distinta Ordem de Carlos III* 22 de Novembro de 1975 –
- Grão-mestre da Real Ordem de Isabel, a Católica* 22 de Novembro de 1975 –
- Grão-mestre da Real & Militar Ordem de São Fernando* 22 de Novembro de 1975 –
- Grão-mestre da Real e Militar Ordem de São Hermenegildo* 22 de Novembro de 1975 –
- Grão-mestre da Ordem de Montesa** 14 de Maio de 1977 –
- Grão-mestre da Ordem de Alcántara** 14 de Maio de 1977 –
- Grão-mestre da Ordem de Calatrava** 14 de Maio de 1977 –
- Grão-mestre da Ordem de Santiago** 14 de Maio de 1977 –
- Grão-mestre da Ordem da Rainha Maria Luísa** 14 de Maio de 1977 –

### Condecorações e Ordens Militares
- Grã-cruz da Ordem de Mérito Militar, distintivo branco
- Grã-cruz da Ordem de Mérito Naval, distintivo branco
- Grã-cruz da Ordem de Mérito Aeronáutico, distintivo branco

### Outras ordens e condecorações
- Cavaleiro da Ordem de S. Xavier[1]

## Hontas estrangeiras
- África do Sul 
  - Grã-Cruz da Ordem da Boa Esperança (1999)
- Áustria 
  - Grande Estrela da Condecoração de Honra por Serviços à República da Àustria (1978)[2]
- Argentina 
  - Colar da Order of the Liberator General San Martín[3]
- Bélgica 
  - Grande Cordão da Ordem de Leopoldo (Bélgica)[4]
- Brasil 
  - Colar da Ordem Nacional do Cruzeiro do Sul (1991)[5]
  - Grã-Cruz da Ordem do Ipiranga, honraria outorgada pelo Governo de São Paulo (19 de maio de 1983)[6]
- Chile 
  - Colar da Ordem de Mérito (Chile)[7]
- Colômbia 
  - Grã-Cruz da Ordem de Boyacá
- República Checa 
  - Estrela de Primeira Classe da Ordem do Leão Branco
- Dinamarca 
  - Cavaleiro da Ordem do Elefante
- Eslováquia 
  - Grã-Cruz (ou 1ª Classe) da Ordem da Dupla Cruz Branca (2002)[8]
- Estónia 
  - Colar da Ordem da Cruz da Terra Mariana[9]
- Finlândia 
  - Grã-Cruz com Colar da Ordem da Rosa Branca[10]
- França 
  - Grã-Cruz da Legião de Honra[11]
  - Grã-Cruz da Ordem Nacional de Mérito (França)
- Alemanha 
  - Grã-Cruz, Classe Especial Ordem de Mérito da República Federal Alemã
- Grécia 
  - Grã-Cruz da Ordem do Redentor[12]
- Hungria 
  - Grã-Cruz com Corrente da Ordem do Mérito da República da Hungria, Classe Civil[13]
- Islândia 
  - Grã-Cruz com Colar da Ordem do Falcão (16 de Setembro de 1985)[14]
- Itália 
  - Grande Cordão com Colar da Ordem de Mérito da República Italiana[15]
- Jamaica 
  - Ordem de Execelência[16]
- Japão 
  - Colar da Ordem do Crisântemo[17]
- Jordânia 
  - Colar da Ordem de al-Hussein bin Ali (1985)[17]
- Letónia 
  - Grã-Cruz Comandante com Corrente da Ordem das Três Estrelas (16.10.2004)[18]
- Líbano 
  - Grau Extraordinário da Ordem de Mérito (Líbano) (2009)[19]
- Lituânia 
  - Grã-Cruz com Corrente de Ouro da Ordem de Vytautas o Grande[20]
- Luxemburgo 
  - Cavaleiro da Ordem do Leão de Ouro de Nassau[21][22]
- Malta 
  - Companheiro Honorário de Honra com Colar da Ordem Nacional de Mérito (Malta) (25 de Novembro de 2009)[23]
- México 
  - Colar da Ordem da Águia Asteca[24]
- Nepal 
  - Membro da ordem da Nepal Pratap Bhaskara (19 de Setembro de 1983)[25]
- Holanda 
  - Cavaleiro Grã-Cruz da Ordem do Leão dos Países Baixos[26]
- Nigéria 
  - Grande Comandante da Ordem da Nigéria (1991, GCON)[27]
- Noruega 
  - Grã-Cruz da Ordem de Santo Olavo
- Ordem of Malta
  - Baliagem Grã-Cruz de Honra e Devoção da Soberana Ordem of Malta
- Panamá 
  - Grã-Cruz Extraordinária da Ordem de Vasco Núñez de Balboa[28]
- Filipinas 
  - Grande Colar (Supremo) da Ordem de Lakandula[29]
  - Grande Colar (Raja) da Ordem de Sikatuna
- Polónia 
  - Cavaleiro da Ordem da Águia Branca
- Portugal [30]
  - Grã-Cruz  (20/05/1970)  mais tarde Grande-Colar (11/09/2000) da Ordem Militar da Torre e Espada, do Valor, Lealdade e Mérito
  - Grande-Colar da Ordem do Infante D. Henrique (17/04/1978)
  - Grande-Colar da Ordem Militar de Sant'Iago da Espada (11/10/1978)
  - Grande-Colar da Ordem da Liberdade (13/10/1988)
  - Grã-Cruz da Ordem Militar de Cristo (23/08/1996)
  - Grã-Cruz da Ordem Militar de Avis (18/06/2007)
- Roménia 
  - Sash (Colar) da Ordem da Estrela da Roménia (2003)[31]
- Rússia 
  - A medalha para o Prémio Estatal da Federação Russa
- Suécia 
  - Cavaleiro da Order do Serafim
- Tailândia 
  - Cavaleiro da Ordem da Rajamitrabhorn[32]
- Reino Unido 
  - 974th Cavaleiro da Ordem da Jarreteira (Inglaterra)
  - Cavaleiro da Ordem de São Xavier
  - Cavaleiro da Ordem do Anúncio
  - Cavaleiro da Ordem do Império Britânico (1988)
  - Royal Victorian Chain
- Zaire, agora  República Democrática do Congo 
  - Grande-Cordão da Ordem Nacional do Leopardo[33]

### Outros prémios e honras estrangeiros e internacionais
- Alemanha: Karlspreis (1982)[34]
- Rússia: Laureado do Prémio Nacional da Federação Russa (2010) Excelência no Campo Humanitário[35]
- Suíça : The Jean Monnet Award (Fundação Jean Monnet para a Europa) for his work on integrating Spain into the European Community.[36]
- Estados Unidos:
  - Membro da Organização dos Filhos da Revolução Americana.[37]
  - World Statesman Award (1997) da Appeal of Conscience Foundation[38]
- Ordem Olímpica (IOC)
- UNESCO
  - Prémio Interncional Simón Bolívar (1983)[39]
  - Prémio pela paz Félix Houphouët-Boigny [40] (1994)
- : Presidente da Organização dos Estados Ibero-americanos

#### Organizações interncionais soberanas
- : Baliagem e Grã-Cruz de Honra e Devoção da Soberana Ordem de Malta

#### Antigas família reinantes
- Casa de Bourbon-Duas Sicílias
  - Grã-Cruz da Justiça da Sagrada Ordem Militar Constantiniana de São Jorge[41]
  - Cavaleiro da Ilustre Real Ordem de S. Januário[42]
- Casa de Bragança
  - Grã-Cruz da Ordem de Nossa Senhora da Conceição de Vila Viçosa
- Casa de Pahlavi
  - Grande-Colar da Dinastia de Reza
- Casa de Sabóia
  - Cavaleiro da Ordem Suprema da Santíssima Anunciação[43]
- Casa de Wittelsbach
  - Lord Protector da Ordem de São Humberto

## Epónimo honorários
- Espanha
  - Madrid: Universidade Rey Juan Carlos
  - Madrid: Parque Juan Carlos
  - Juan Carlos I (L-61)
  - Antárctica: Base Antárctica Juan Carlos I na Ilha Livingsto nas Ilhas Shetland do Sul
- Estados Unidos
  - Nova Iorque: King Juan Carlos I of Spain Center (Um centro da New York University para promover o estuda da língua e cultura hispânica).

## Outras honras
- Espanha
  - Instituto Cervantes: Presidente Honorário[44] 21 de Março de « 1991 –

### Escolástico
O rei tem recebido inúmeros diplomas honorários, incluindo:
Doutoramentos Honorários
- França
  - Universidade de Paris (La Sorbonne)[39]
- Itália
  - Universidade de Bolonha[39]
- Filipinas
  - Universidade de Santo Tomás[45]
- Reino Unido
  - Universidade de Cambridge[45]
  - Universidade de Oxford[39]
- Estados Unidos
  - Universidade de Harvard[45]
  - Universidade Metodista Meridional[45] (onde, em 2001, ele abriu formalmente o Meadows Museum, que alberga a maior colecção de arte espanhola fora de Espanha)
  - Universidade de Georgetown,[45] Legum Doctor Honorário

Diplomas
- Países Baixos
  - Universidade de Utrecht[45] na Holanda (25 de Outubro de 2001).[46]
- Estados Unidos
  - Universidade de Nova Iorque,[45]

Reais Academias Espanholas
- Conselho das Reais Academias Espanholas: Alto Patrono (Presidente Honorário)[47] 22 de Novembro de 1975 –